# Número misto
Um número misto (também chamado de fração mista ou numeral misto) é uma denotação tradicional da soma de um número inteiro diferente de zero e uma fração própria (tendo o mesmo sinal). É usado principalmente na medição: {\displaystyle 2{\tfrac {3}{16}}} polegadas, por exemplo.

## Notação
As medições científicas quase invariavelmente usam notação decimal em vez de números mistos. A soma está implícita sem o uso de um operador visível, como o "+" apropriado. Por exemplo, ao se referir a dois bolos inteiros e três quartos de outro bolo, os números que denotam a parte inteira e a parte fracionária dos bolos são escritos lado a lado como {\displaystyle 2{\tfrac {3}{4}}}em vez da notação inequívoca {\displaystyle 2+{\tfrac {3}{4}}.} Números mistos negativos, como em {\displaystyle -2{\tfrac {3}{4}}}, são tratados como {\displaystyle -(2+{\tfrac {3}{4}}).} Qualquer soma de um todo mais uma parte pode ser convertida em uma fração imprópria aplicando as regras de adição de quantidades diferentes.
Essa tradição está, formalmente, em conflito com a notação em álgebra em que símbolos adjacentes, sem um operador de infixo explícito, denotam um produto. Na expressão {\displaystyle 2x}, a operação "compreendida" é a multiplicação. E se {\displaystyle x} é substituído por, por exemplo, a fração {\displaystyle {\tfrac {3}{4}}}, a multiplicação "compreendida" precisa ser substituída pela multiplicação explícita, para evitar o aparecimento de um número misto. 
Quando a intenção for multiplicação, {\displaystyle 2{\tfrac {b}{c}}} pode ser escrito como
{\displaystyle 2\cdot {\tfrac {b}{c}},\quad } ou {\displaystyle \quad 2\times {\tfrac {b}{c}},\quad } ou {\displaystyle \quad 2\left({\tfrac {b}{c}}\right),\;\ldots }

## Conversão

### Frações impróprias para frações mistas[3]
Uma fração imprópria pode ser convertida em um número misto da seguinte maneira:
1. Usando a divisão euclidiana (divisão com resto), dividindo o numerador pelo denominador.
2. O quociente (sem o resto) torna-se a parte do número inteiro do número misto. O restante se torna o numerador da parte fracionária.
3. O novo denominador é igual ao denominador da fração imprópria.

#### Exemplos
- {\displaystyle {\frac {11}{4}}=2\ (\mathrm {resto} \ 3)\Rightarrow 2+{\frac {3}{4}}\Rightarrow 2{\frac {3}{4}}}
- {\displaystyle {\frac {10}{3}}=3\ (\mathrm {resto} \ 1)\Rightarrow 3+{\frac {1}{3}}\Rightarrow 3{\frac {1}{3}}}

### Frações mistas para frações impróprias[3]
1. Multiplica-se a parte do número inteiro pelo denominador da fração.
2. Soma-se o resultado ao numerador
3. Escreve-se o resultado no topo do denominador.

#### Exemplos
- {\displaystyle 1{\frac {2}{3}}=1+{\frac {2}{3}}\Rightarrow {\frac {3+2}{3}}={\frac {5}{3}}}
- {\displaystyle 2{\frac {1}{6}}=2+{\frac {1}{6}}\Rightarrow {\frac {12+1}{6}}={\frac {13}{6}}}

## Operações com frações mistas
Para operar com frações mistas, basta transformar as frações em frações impróprias e ao final em frações mistas novamente.

### Exemplos

#### Soma
{\displaystyle 2{\frac {7}{8}}+1{\frac {3}{4}}={\frac {23}{8}}+{\frac {7}{4}}={\frac {23}{8}}+{\frac {7}{4}}\times {\color {Blue}{\frac {2}{2}}}={\frac {23}{8}}+{\frac {14}{8}}={\frac {37}{8}}=4{\frac {5}{8}}}

#### Subtração
{\displaystyle 2{\frac {7}{8}}-1{\frac {3}{4}}={\frac {23}{8}}-{\frac {7}{4}}={\frac {23}{8}}-{\frac {7}{4}}\times {\color {Blue}{\frac {2}{2}}}={\frac {23}{8}}-{\frac {14}{8}}={\frac {9}{8}}=1{\frac {1}{8}}}

#### Multiplicação
{\displaystyle 2{\frac {7}{8}}\times 1{\frac {3}{4}}={\frac {23}{8}}\times {\frac {7}{4}}={\frac {23\times 7}{8\times 4}}={\frac {161}{32}}=5{\frac {1}{32}}}

#### Divisão
{\displaystyle 2{\frac {7}{8}}\div 1{\frac {3}{4}}={\frac {23}{8}}\div {\frac {7}{4}}={\frac {23}{8}}\times {\frac {4}{7}}={\frac {23\times 4}{8\times 7}}={\frac {92}{56}}={\frac {23}{14}}=1{\frac {9}{14}}}